# Art Camion Sugorokuden
Art Camion Sugorokuden est un jeu vidéo de type stratégie, publié en 2000 uniquement au Japon sur console PlayStation. Il est réédité dix ans plus tard sur PlayStation Network le 22 décembre 2010 au Japon, et en 2012 à l'international pour $5,99.

## Système de jeu
Le joueur conduit un camion customisé appelé dekotora (mot japonais signifiant « camion décoré ») à travers de grandes villes liées par des routes et autoroutes. Le joueur doit faire la course afin de remporter en premier une boite à cadeaux.